# Саут-Ашбернем (Массачусетс)
Саут-Ашбернем (англ. South Ashburnham) — переписна місцевість (CDP) в США, в окрузі Вустер штату Массачусетс. Населення — 1136 осіб (2020).

## Географія
Саут-Ашбернем розташований за координатами 42°37′16″ пн. ш. 71°56′36″ зх. д. / 42.62111° пн. ш. 71.94333° зх. д. (42.621064, -71.943433).  За даними Бюро перепису населення США в 2010 році переписна місцевість мала площу 7,76 км², з яких 7,73 км² — суходіл та 0,03 км² — водойми.

## Демографія
Згідно з переписом 2010 року, у переписній місцевості мешкали 1062 особи в 392 домогосподарствах у складі 284 родин. Густота населення становила 137 осіб/км².  Було 415 помешкань (53/км²).
Расовий склад населення:
| - 95,2 % — білих - 1,9 % — азіатів - 1,1 % — чорних або афроамериканців |

До двох чи більше рас належало 1,1 %. Частка іспаномовних становила 2,0 % від усіх жителів.
За віковим діапазоном населення розподілялося таким чином: 23,8 % — особи молодші 18 років, 63,9 % — особи у віці 18—64 років, 12,3 % — особи у віці 65 років та старші. Медіана віку мешканця становила 39,6 року. На 100 осіб жіночої статі у переписній місцевості припадало 97,0 чоловіків;  на 100 жінок у віці від 18 років та старших — 96,8 чоловіків також старших 18 років.
Середній дохід на одне домашнє господарство  становив 84 828 доларів США (медіана — 77 267), а середній дохід на одну сім'ю — 99 203 долари (медіана — 93 932). За межею бідності перебувало 2,0 % осіб, у тому числі 0,0 % дітей у віці до 18 років та 18,0 % осіб у віці 65 років та старших.
Цивільне працевлаштоване населення становило 393 особи. Основні галузі зайнятості: освіта, охорона здоров'я та соціальна допомога — 17,6 %, виробництво — 17,3 %, мистецтво, розваги та відпочинок — 14,0 %, роздрібна торгівля — 11,7 %.